# 苏舜钦

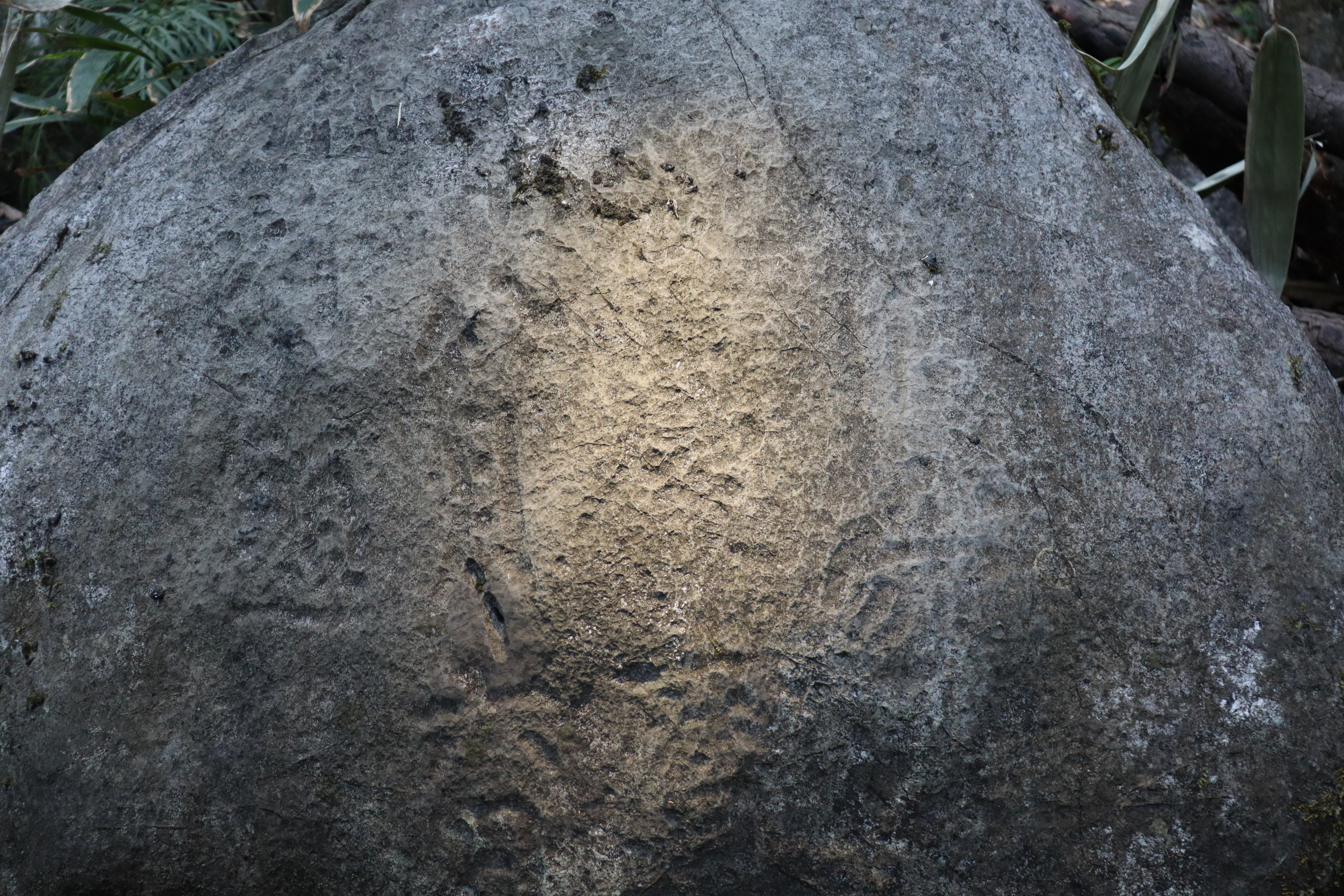
蘇舜欽等慶曆二年（1042）南屏山題名：苏温雅、舜钦、杨混，庆历二年八月六日倩仲题。

苏舜钦（1009年—1049年），字子美，开封（今属河南）人，曾祖父蘇協由梓州铜山（今四川中江）移家开封（今属河南），祖父蘇易簡，父親蘇耆，母親為王旦之女，岳父為杜衍。
宋仁宗景祐元年（1035年）進士。歷任蒙城、長垣縣令，慶曆三年因母喪守制，後入大理评事、集贤校理、监进奏院等职。杜衍以女嫁之，進奏院祠，售廢紙公錢宴會。因参加范仲淹为首的革新集团，爲人所彈劾，以“監守自盜罪”削職爲民，闲居苏州沧浪亭。后再起用为湖州长史，慶曆八年（1048年）十二月卒。有子苏泌。
好飲酒，每晚读书都要喝上一斗。其岳丈知道後大笑，曰：“有如此下物，一斗诚不为多也。”其诗与梅尧臣齐名，美称“苏梅”，被赞为宋诗“开山祖师”。著有《苏学士集》（又名《苏子美集》）16卷。《城南感怀呈永叔》、《吾闻》、《淮中晚泊犊头》等为其代表作。其诗感情奔放，风格豪迈而笔力雄健。散文崇尚韩愈、柳宗元，有代表作《沧浪亭记》。